# Chidham and Hambrook
Chidham and Hambrook är en parish i Storbritannien.   Den ligger i grevskapet West Sussex och riksdelen England, i den södra delen av landet, 90 km sydväst om huvudstaden London. Arean är 10,7 kvadratkilometer.
Terrängen i Chidham and Hambrook är mycket platt.